# Klaus Clemens
Klaus Clemens (* 26. Februar 1908 in Beuel; † 18. Dezember 1930 in Bonn) war ein SA-Mann, der am 7. Dezember 1930, dem „blutigen Sonntag“, bei Auseinandersetzungen zwischen Kommunisten und Nationalsozialisten vor der Beethovenhalle in Bonn durch einen Pistolenschuss schwer verletzt wurde und an den Folgen der Verletzung verstarb. Er wurde von der NSDAP im Rheinland zum „Bonner Blutzeugen der NS-Bewegung“ und „Märtyrer der Bewegung“ im NS-Staat stilisiert.
Die Bonner Jugendherberge Ecke Poppelsdorfer Allee / Quantiusstraße wurde 1933 nach ihm benannt, ebenso die Klaus-Clemens-Brücke (Alte Rheinbrücke) und die Klaus-Clemens-Straße (Dyroffstraße). In Bad Godesberg erinnerte die Klaus-Clemens-Straße (Gotenstraße) und in Oberkassel bei Bonn die Klaus-Clemens-Straße (Simonstraße) an ihn. Auch in anderen rheinischen Städten gab es Klaus-Clemens-Straßen, so in Eschweiler ab dem 31. März 1933 aufgrund Stadtratsbeschluss.
Des Mordes beschuldigt wurde von den Nazis Josef Messinger. Nach der „Machtergreifung“ der Nationalsozialisten wurde Messinger mehrmals im lokalen SS-Heim verhört. Nach einer Vernehmung am 11. Juli 1933 im Beuler Rathaus brachten ein Polizeibeamter und ein SA-Mann ihn ins Gerichtsgefängnis zurück, wo er am nächsten Tag in seiner Zelle tot aufgefunden wurde. In den Zeitungen wurde bekannt gegeben, dass er sich erhängt habe.